# Gümüşhane Torul Gençlik
Gümüşhane Torul Gençlik est un club turc de volley-ball fondé en 2006 et basé à Torul qui évolue pour la saison 2014-2015 en Türkiye Erkekler Voleybol 1.Ligi.

## Effectifs

### Saison 2013-2014
Entraîneur : Ali Bahadır Aksoy  Turquie